# Hodíškovský rybník (přírodní památka)
Hodíškovský rybník je přírodní památka ležící v nadmořské výšce 580–582 m severně od vesnice Hodíškov. Přírodní památka o rozloze přibližně pět hektarů je tvořena rybníkem Kroužek v pramenné oblasti Hodíškovického potoka a mokřady v jeho bezprostředním okolí včetně kosených luk. Rybník je relativně mělký o rozloze cca 3,8 ha, ve zhlaví s litorálními porosty tvořenými rákosem a orobincem a při březích porosty ostřic. Využíván je k chovu ryb. Do rybníka ústí několik drobných přítoků.
V mapách je tento rybník uváděn názvem Kroužek, zatímco názvem Hodíškovský rybník je označován návesní rybník v Hodíškově, níže po proudu, který chráněným územím není. 

## Přírodní poměry

### Fytogeografické poměry a potenciální vegetace
Území se nalézá ve fytogeografickém obvodu Českomoravského mezofytika, v okrese 67 Českomoravská vrchovina. Potenciální přirozenou vegetací je zde mapovací jednotka 24 – Luzulo-Fagetum.

### Geomorfologie
Území spadá do Hercynského systému, provincie Česká vysočina, oblasti Českomoravská vrchovina, celku Křižanovská vrchovina, podcelku Bítešská vrchovina. Probíhá zde hranice mezi geomorfologickými okrsky, a sice Bobrovskou pahorkatinou a Novoměstskou pahorkatinou.

### Geologie a pedologie
Geologické podloží je podél přítoků tvořeno holocenními fluviálními nečleněnými nivními sedimenty, méně pak smíšenými deluviofluviálními sedimenty a holocenními deluviálními kamenitými až hlinito-kamenitými sedimenty pestrého složení. Navazují pararuly. V půdním horizontu se nacházejí na svahových zvětralinách pseudogleje, v blízkosti rybníka
místně gleje.

### Hydrologické poměry
Rybník má čtyři drobné přítoky. Tři z nich jsou bezejmenné, čtvrtým je Hodíškovský potok, který vytéká z rybníka, protéká obcí Hodíškov a po pouti dlouhé cca 6,6 km se poblíž Ostrova nad Oslavou vlévá do Oslavy. Správcem všech přítoků jsou Lesy České republiky.

## Flóra a vegetace

### Rybník
Středobodem chráněného území je rybník. Pokud je na vodě, je alespoň v posledních letech prakticky bez vodní vegetace, v zakalené vodě byly pouze ojediněle zjištěny nejběžnější druhy jako je okřehek a závitka.
Rybník býval dříve využíván především jako plůdkový a proto býval pravidelně částečně letněn. Popsána je odtud velmi bohatá vegetace letněných rybníků, která byla naposledy zastižena v roce 2004. Roste zde bohatá populace evropsky významného druhu puchýřka útlá. Ta se zde při vhodných podmínkách vyskytuje ve vysokých počtech (odhadovány desetitisíce exemplářů). Vegetace letněného dna Hodíškovského rybníka je dále výjimečná výskytem kriticky ohroženého druhu masnice vodní (Tillaea aquatica). Jedná se o silně ustupující druh, který již na většině území ČR vymizel. Na Hodíškovském rybníce byla masnice vodní zaznamenána v bohaté populaci, čítající odhadem sta až tisíce exemplářů. Kromě puchýřky a masnice se na letněném dně rybníka objevují i další vzácné rostlinné druhy, jako je blatěnka vodní (Limosella aquatica), bahnička vejčitá (Eleocharis ovata) a ostřice šáchorovitá.

Rybník má ve zhlaví litorál tvořený dominantním rákosem, ze stran je lemován řadami olší s výmladky.

### Pruh ostřicového litorálu
Pruh ostřicového litorálu při zadním západním břehu rybníka je tvořen porostem ostřice měchýřkaté, ostřice zobánkaté a mochny bahenní. Velké zastoupení mochny bahenní a přítomnost druhů jako jsou suchopýr úzkolistý a ostřice šedavápoukazují na přechodnost k biotopu přechodová rašeliniště. Dále zde rostou šišák vroubkovaný (Scutellaria galericulata) a třtina šedavá. Porost je nekosen a částečně sem nalétávají dřeviny.

### Kosená louka
Botanicky cennou plochou, navazující téměř bezprostředně na rybník, je menší kosená louka, mozaika několika nevyhraněných biotopů. Na většině plochy by se dala popsat jako podhorský smilkový trávník (velmi hojně zde rostou všivec lesní Pedicularis sylvatica, trojzubec poléhavý Danthonia decumbens, třeslice prostřední Briza media, ostřice kulkonosná a bika ladní Luzula campestris) přecházející ve střídavě vlhkou louku (hojně čertkus luční Succisa pratensis a ostřice Hartmanova Carex hartmanii, bezkolenec Molinia sp. díky častému sečení chybí), četné jsou prvky nevápnitých mechových slatinišť (prstnatec májový, ostřice šedavá, ostřice ježatá, ostřice skloněná, ostřice prosová, ostřice obecná, sítina niťovitá (Juncus filiformis), suchopýr úzkolistý, mochna bahenní, violka bahenní, kozlík dvoudomý, hojné mechy). Ve vlhčím okraji směrem k rybníku přechází v pcháčovou louku (ostřice měchýřkatá, blatouch bahenní, pcháč bahenní, místy dominantní skřípina lesní Scirpus sylvaticus). Porost na louce je většinou nízký, řidší, s malým množstvím biomasy. Biotop je silně ovlivněn častým kosením (květen, červenec, srpen/září), navíc s kraťoučkým strništěm. Při jiné intenzitě a termínech kosení je pravděpodobné, že se i podoba biotopu a
jeho vyhraněnost posunou. Časté kosení zřejmě dobře snáší všivec lesní, který se na louce vyskytuje velmi hojně na velké části plochy. 

### Podmáčená olšina
Na zhlaví rybníka navazuje v jeho západní části podmáčená olšina, vzniklá náletem v místech dřívější vlhké louky. Ještě na leteckém snímku z roku 1953 je zde vidět louka, pravděpodobně silně podmáčená, zrašeliněná. Dosud se zde zachovala malá sterilní populace vachty trojlisté a mochny bahenní v severním okraji. Východní částí protéká potůček – jeden z přítoků rybníka.
Ve stromovém patře dominuje olše lepkavá, v keřovém se vyskytuje krušina olšová, vrba ušatá, bez černý. V podrostu je dominantní blatouch bahenní, dále zde roste hojně přeslička lesní, metlice trsnatá, vrbina obecná (Lysimachia vulgaris), řeřišnice hořká, přeslička poříční, škarda bahenní (Crepis paludosa), kozlík dvoudomý, místy hojně kopřiva dvoudomá, částečně sem expanduje rákos obecný. Biotop se dá zhodnotit jako přechod mezi mokřadními olšinami a potočními luhy. Ze severu navazuje na litorál rybníka sušší porost olší a terestrických rákosin, od východu pak jsou to i břehové porosty dvou menších přítoků.

## Fauna
Z ptáků bylo v roce 2011 zjištěno na lokalitě 37 druhů ptáků, charakteristických druhů vodního a mokřadního prostředí byl zjištěn velmi malý počet. Výskyt vodních a mokřadních ptáků byl ale zcela jistě ovlivněn tím, že byl rybník vypouštěn na jaře a vzhledem ke své velikosti a málo vodným přítokům byly ještě během května rákosiny na suchu. Z charakteristických druhů byla zjištěna pouze potápka malá (jen na tahu, nehnízdila zde), jeden pár strnada rákosního (Emberiza schoeniclus) a jeden pár kachny divoké (Anas platyrhynchos). Na tahu byli dále zjištěni polák chocholačka (Aythya fuligula) a vodouš kropenatý (Tringa ochropus). Vzhledem k pravidelnému jarnímu vypouštění rybníka (a tedy nezaplavených litorálních porostech během jara), i vzhledem k rákosinám s velkou vrstvou stařiny, které nejsou zčásti na vodě, nelze očekávat významnější výskyt ptáků vázaných na litorální porosty. Při spuštění rybníka lze očekávat výskyt bahňáků během tahového období.

### Obojživelníci
Z obojživelníků bylo zjištěno pět taxonů, nejpočetnější je populace ropuchy obecné (Bufo bufo), která se úspěšně rozmnožuje, velmi slabá je populace čolka obecného (Triturus vulgaris), slabé jsou populace skokana krátkonohého (Pelophylax lessonae) a skokana zeleného (Pelophylax esculentus). Skokan hnědý (Rana temporaria) se vyskytuje pouze v mokřadech severně od rybníka. Z podkladů od AOPK ČR vyplývá, že zhruba před deseti lety se kromě zjištěných druhů ještě na rybníce vyskytovalo bohatší společenstvo obojživelníků včetně druhů jako kuňka obecná (Bombina bombina), rosnička zelená (Hyla arborea), blatnice skvrnitá (Pelobates fuscus). Současný slabý výskyt obojživelníků je jednoznačně ovlivněn rybničním hospodařením, chovem těžkých obsádek kapra (Cyprinus carpio) o vysoké intenzitě.

### Vážky
Z vážek bylo zjištěno 18 druhů, tj. čtvrtina druhové bohatství v ČR. Lokalita se proto z pohledu druhové pestrosti řadí k mírně nadprůměrným lokalitám. Je pravděpodobné, že většina zjištěných druhů vážek na lokalitu zalétá a jen menší počet se zde rozmnožuje. Z významnějších druhů byli zjištěni šidélko malé (Ischnura pumilio) a šídlo tmavé (Anax parthenope).

### Motýli
Z denních motýlů stojí za zmínku výskyt perleťovce kopřivového (Brenthis ino), což je lokální druh vyskytující se na vlhkých loukách, mokřadech a ladech. V posledních letech se dosti rozšířil, nejspíše v důsledku ústupu od kosení vlhkých luk a jejich přeměny v tužebníková lada.

### Vodní malofauna
Průzkum vodní malakofauny EVL Hodíškovský rybník v roce 2011 doložil výskyt celkem 14 druhů vodních měkkýšů (8 plžů, 6 mlžů). Absence litorálu a vliv těžké kapří obsádky se plně odráží i na stavu malakofauny vlastního rybníka, v kterém se měkkýši vyskytují ve velmi nízkých početnostech. Severní část rybníka je obývána o něco bohatším společenstvem vodních měkkýšů, ale až na dva vzácnější druhy hrachovek se jedná o běžné a široce rozšířené druhy. Přestože mokřady nad rybníkem včetně přítoků jsou z pohledu ochrany přírody ve výrazně zachovalejším stavu, tak hostí opět běžné druhy. Určitou výjimkou je početná populace hrachovky Pisidium milium v jednom z přítoků. Výskyt tohoto druhu v okolí znám není. Pozitivním zjištěním je absence nepůvodních druhů.